# Дзурло, Федерико
Федери́ко Дзу́рло (итал. Federico Zurlo; род. 25 февраля 1994, Читтаделла, Падуя, Венеция, Италия) — итальянский профессиональный шоссейный велогонщик, выступающий с 2018 года за румынскую команду MsTina-Focus.

## Достижения
2010
- 1-й  - Чемпион Италии по цикло-кроссу среди юниоров

2012
- 3-й на Tour d'Istrie (юниоры)

2013
- 1-й на Coppa Belricetto (U-23)
- 1-й на Milan-Busseto (U-23)
- 2-й на La Popolarissima (U-23)
- 2-й на La Bolghera (U-23)
- 3-й на Coppa San Bernardino (U-23)

2014
- 1-й на Grand Prix De Nardi (U-23)
- 1-й на Gran Premio Calvatone (U-23)
- 2-й на Grand Prix de Roncolevà (U-23)

2016
- 1-й на этапе 7 Тура озера Цинхай

## Статистика выступлений наГранд Турах
| Гонка   | 2016 | 2017 |
| ------- | ---- | ---- |
| Джиро   | —    | —    |
| Тур     | —    | —    |
| Вуэльта | НФ   | 149  |